# لوکاس کروکشنک
لوکاس الن کروکشنک  (انگلیسی: Lucas Alan Cruikshank؛ زادهٔ ۲۹ اوت ۱۹۹۳) یک بازیگر اهل ایالات متحده آمریکا و سازنده و ایفا کننده نقش شخصیت یوتیوبی معروف ، "فرد فیگلهورن" است.

## کانال یوتیوب
وی با ایجاد کانال "فرد" (به انگلیسی: Fred) که دوره‌ای پرمشترک‌ترین کانال یوتیوب بود و اشتراک گذاری ویدئوهای طنز در آن ، مشهور شد.

ویدئو های فرد فیگلهورن، داستانی شش ساله است که بر زندگی یک خانواده درهم ریخته و مسائل مربوط به مدیریت خشم متمرکز است.

## فیلم ها
- فرد: نمایش در نقش فرد فیگلهورن
- فرد: فیلم در نقش فرد فیگلهورن/دِرف
- فرد ۲: شبی که فرد زنده شد در نقش فرد فیگلهورن/دِرف
- فرد ۳ در نقش فرد فیگلهورن
- آی کارلی (فصل ۲ ، قسمت ۱۰) در نقش فرد فیگلهورن/خودش
- پرتقال میوه آزار (فصل ۱ ، قسمت ۲۶) در نقش فرد
- هانا مونتانا (فصل ۳ ، قسمت ۲۷) در نقش کایل مکین تایر
- هیولاها علیه بیگانگان (فصل ۱ ، قسمت ۱۳) در نقش اسمارتی
- ماروین ماروین در نقش ماروین فورمن